# 574300 Curelaru
574300 Curelaru è un asteroide della fascia principale. Scoperto nel 2014, presenta un'orbita caratterizzata da un semiasse maggiore pari a 2,2811989 au e da un'eccentricità di 0,1069277, inclinata di 5,49006° rispetto all'eclittica.
L'asteroide è dedicato all'astronomo amatoriale rumeno Lucian Curelaru.